# Teuthras (Herrscher von Teuthranien)

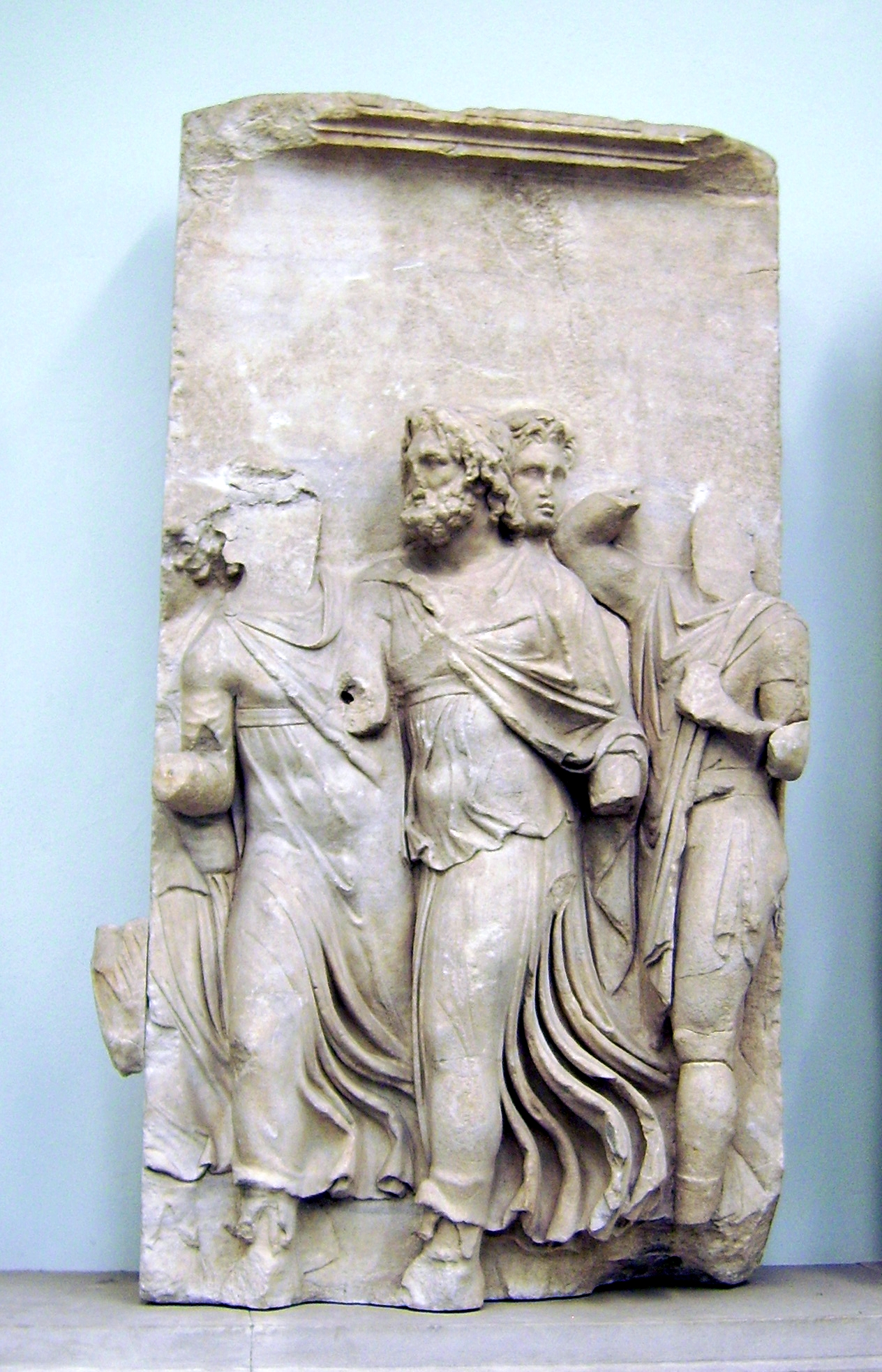
Teuthras findet Auge am Strand, vom Telephosfries

Teuthras (altgriechisch Τεύθρας Teúthras) ist in der griechischen Mythologie der eponyme Herrscher von Teuthranien oder Mysien.
Am bekanntesten ist Teuthras im Zusammenhang mit der Geschichte um Auge und deren Sohn Telephos. Die meisten Quellen berichten davon, dass er Auge heiratet und Telephos aufzieht. Eine andere Geschichte wird von Pseudo-Plutarch überliefert: Hier tötete Teuthras auf dem Berg Thrasyllos einen der Artemis Orthosia heiligen Eber, woraufhin diese ihn mit Wahnsinn straft. Mithilfe des Sehers Polyidos konnte seine Mutter die Göttin besänftigen, was zu seiner Heilung führte. Daraufhin nannte er den Berg Teuthras, heute ein Berg nördlich von Bergama in der Türkei.
Teuthras ist möglicherweise ein Sohn von Midios und Arge.